# Walter Knoche
Walter Alfred Knoche (* 7. März 1881 in Berlin, Deutschland; † 3. Juli 1945 in Buenos Aires, Argentinien) war ein deutsch-chilenischer Meteorologe, Geophysiker, Geograph und Kulturanthropologe, der im Jahr 1911 als wissenschaftlicher Leiter eine chilenische Expedition zur Osterinsel (Rapa Nui) führte. Darüber hinaus war er von 1910 bis 1916 Mitbegründer und leitender Direktor des zentralen meteorologischen Dienstes (Instituto Central Meteorológico y Geofísico de Chile) in Santiago de Chile, gründete ein pharmazeutisches Unternehmen in Chile und leitete später in Buenos Aires bis zu seinem Tod die Abteilung Klimatologie der argentinischen Direktion für Meteorologie, Geophysik und Hydrologie.

## Leben
Walter Alfred Knoche wurde am 7. März 1881 in Berlin als Sohn des Fabrikbesitzers Moritz Knoche als eines von fünf Kindern geboren. Seine Mutter Anna, geb. Ehrlich, war die Schwester des Medizin-Nobelpreisträgers Paul Ehrlich. Beide Elternteile von Walter Knoche entstammten gut situierten Berliner großbürgerlichen jüdischen Familien. Er erhielt seine schulische Ausbildung u. a. in den Jahren 1898–1899 am Askanischen Gymnasium in Berlin. Anschließend war er an der Berliner Friedrichswerderschen Oberrealschule eingeschrieben. Im Jahr 1902 schloss er erfolgreich das Abitur ab. Danach widmete sich Walter Knoche akademischen naturwissenschaftlichen Studien mit einem Schwerpunkt auf Geographie und Meteorologie, vor allem an der Berliner Friedrich-Wilhelms-Universität. Im Jahr 1905 promovierte er erfolgreich mit „magna cum laude“. Der Titel seiner Dissertation lautete „Über die räumliche und zeitliche Verteilung des Wärmegehalts der unteren Luftschicht“.
In den Jahren 1905 bis 1907 unternahm Knoche mehrere geographische und meteorologische Forschungsreisen, die ihn in die östlichen Mittelmeerländer führten. Ende 1908 gelangte Walter Knoche mit seiner 1906 geehelichten Frau Editha, geb. Schiffer, nach Südamerika, um im Rahmen einer Expedition in die Cordillera Quimsa Cruz Boliviens, die mikroklimatischen und „luft-elektrischen“ (aero-elektrischen) Bedingungen auf einer Meereshöhe von 5.200 Metern in Mina Aguila zu erforschen. Dies war damals einer der weltweit höchsten Punkte, auf denen jemand präzise meteorologische Daten gesammelt hatte. Die Ergebnisse seiner Bolivien-Expedition wurden später in den Publikationen des Instituto Central Meteorológico y Geofísico de Chile dargelegt, dessen Leitung und Reorganisation ihm von der Regierung unter Pedro Montt Montt 1910 übertragen wurde. Knoche ließ sich daher in Chile nieder, nahm später die chilenische Staatsbürgerschaft an und kehrte auch nach seinem späteren Wechsel nach Argentinien immer wieder in dieses Land zurück.
Walter Knoche folgte damals auch seinem großen Interesse an medizinischen Problemen. Zusammen mit zahlreichen chilenischen Ärzten, insbesondere Eduardo Cruz-Coke und dessen Schülern, gründete Knoche im Jahr 1920 das „Instituto Médico Técnico Sanitas“, heute das Unternehmen Instituto Sanitas S.A. Knoche war der juristische Gründer dieses Institutes, welches als Aktiengesellschaft strukturiert war, und leitete es kaufmännisch mindestens bis 1933. Das Institut war ein wissenschaftlich-kommerzielles Unternehmen mit dem Ziel, neuartige Medikamente und diagnostische Verfahren für prominente Krankheiten jener Zeit zu entwickeln und damit auch im pharmazeutischen Handel erfolgreich zu sein.
1927 unternahm Knoche eine ausgedehnte Studienreise in den südlichen Mato Grosso und nach Paraguay sowie nach Argentinien. 1930 bereiste er Ecuador. Dazwischen war er mehrmals in Deutschland. 1937 wechselte Walter Knoche nach Argentinien, wo er ab August 1940 den Posten eines Klimaberaters der Sektion Klimatologie der damaligen Direktion für Meteorologie, Geophysik und Hydrologie des Servicio Meteorológico Nacional der Republik Argentinien innehatte. Von Argentinien aus versuchte er insbesondere ab 1938 bei diversen Institutionen zu intervenieren, um Familienangehörigen die Ausreise aus dem nationalsozialistischen Deutschen Reich zu ermöglichen und Freunden zu helfen. Dennoch verstarben drei seiner  Brüder im Holocaust. Die Sorgen um seine in Deutschland verbliebenen und auf der Flucht befindlichen Verwandten sowie die tragischen Entwicklungen in Deutschland insgesamt vor und während des Zweiten Weltkriegs mögen einen Einfluss auf Walter Knoches Gesundheit gehabt haben. Am 3. Juli 1945 erlag Walter Knoche im argentinischen Buenos Aires einem Herzleiden.

## Werk
Knoche steht beispielhaft für die Dominanz deutscher Wissenschaftler in der Meteorologie und Geophysik Südamerikas sowie insgesamt in den Naturwissenschaften in den Jahrzehnten vor 1945. Walter Knoche hinterließ ein umfangreiches Œuvre von 276 Publikationen, die sich schwerpunktmäßig mit meteorologischen, klimatologischen, geophysikalischen, geographischen, aber auch ethnologischen, medizinisch-anthropologischen und biologischen Aspekten auseinandersetzen. Die meisten seiner Artikel befassen sich mit meteorologischen und geophysikalischen Phänomenen und Themen. Den zweiten etwas kleineren Schwerpunkt innerhalb seines Gesamtwerkes bilden 36 Veröffentlichungen zur Osterinsel-Expedition und deren Ergebnissen. Das Hauptwerk dazu ist das 1925 im chilenischen Concepción in deutscher Sprache erschienene Buch Die Osterinsel, in dem Knoche seine eigenen Forschungsergebnisse zusammengefasst und um einen historischen Rückblick ergänzt, darlegte.

## Die chilenische Osterinsel-Expedition 1911
Knoche war 1910 von der chilenischen Regierung eingeladen worden, eine wissenschaftliche Expedition zur Osterinsel zu führen. Das Ziel der Expedition war die Errichtung einer meteorologischen Station erster Ordnung und einer seismologischen Station auf der Insel sowie die Erhebung der gesundheitlichen und hygienischen Situation der indigenen Bewohner der Osterinsel.
Als Teilnehmer der wissenschaftlichen Kommission wurden folgende Personen ausgewählt:
1. Walter Knoche, Direktor der Zentralstation für Meteorologie und Geophysik, Santiago de Chile und Leiter der wissenschaftlichen Kommission,
2. Francisco Fuentes, Botaniker des Lyzeums in der nordchilenischen Stadt La Serena,
3. Edgardo Martínez, Assistent der Zentralstation für Meteorologie und Geophysik, Santiago de Chile, und
4. Juan Calderón, Mechaniker des Seismologischen Dienstes, Santiago de Chile.

Das Kommando über das Schiff der Expedition wurde von der chilenischen Marineleitung an Arturo E. Otaegui Swett übertragen. Für die Expedition wurde das Schulschiff General Baquedano ausgewählt. Die General Baquedano war vermutlich jenes Schiff der chilenischen Marine, welches während seiner aktiven Dienstzeit am häufigsten zur Osterinsel gelangte.
Am 26. März 1911 lief die General Baquedano aus dem chilenischen Kriegshafen Talcahuano aus. Am 13. April wurde die Osterinsel ohne Zwischenfälle erreicht und das Schiff ankerte in der Bucht von Hanga Roa. Der Aufenthalt auf der Osterinsel dauerte bis 25. April 1911. Die Anfahrt dauerte also achtzehn Tage, der Aufenthalt auf der Insel zwölf Tage, die Rückfahrt vierzehn Tage. Knoches Assistent Edgardo Martínez blieb bis Anfang Juni 1912 auf der Insel, um im Rahmen eines einjährigen Beobachtungszeitraums meteorologische Messungen und Beobachtungen durchzuführen. Der deutsch-chilenische Wissenschaftler brachte von der Insel zahlreiche ethnographische Objekte mit, die sich in chilenischen und europäischen Museen befinden. In Knoches Erhebungen ergaben sich Limitierungen, die einerseits der Kürze des Aufenthalts geschuldet waren, andererseits dadurch, dass sein Hauptinformant und Dolmetscher Juan Tepano Rano Veri ’Amo (geb. 1872, gest. 1938) zwar Spanisch sprach, aber im Umgang mit den indigenen Rapanui auf der Insel ein Rapanui-tahitianisches Idiom sprach, welches von der ursprünglichen Rapanui-Sprache, die noch von wenigen Alten gesprochen wurde, deutlich abwich.
Eine unbeabsichtigte negative Konsequenz der chilenischen Osterinsel-Expedition war, dass mit dem Proviant der Teilnehmer durch die auf der Insel 1911 zurückgelassenen Kartoffelkisten der vorratsschädliche Kornkäfer (Sitophilus granarius, Familie der Rüsselkäfer) auf die Osterinsel gelangte, wie Knoche selbst später vermerkte (Knoche 1925: 137, 148). Der Osterinsel-Forscher Stephen Roger Fischer kommentierte Knoches Forschungsergebnisse insgesamt als brauchbar und zollte ihm Respekt, indem er Knoches Osterinsel-Buch von 1925 als „a model of sober and precise scholarship, one of the best to appear about the island in the first half of the twentieth century“ bezeichnete. Die Bedeutung von Knoches Osterinselexpedition und die daraus abgeleiteten Publikationen liegen in der Tatsache begründet, dass es Knoche 1911 noch möglich war, zwei alte Osterinsulaner über die überlieferten und weitgehend verschwundenen Traditionen zu befragen. Dabei konnte er Mythen, Gesänge, Tänze sowie Details zu religiösen Ritualen aufzeichnen. Dies war der drei Jahre später zur Osterinsel reisenden britischen Reisenden und Forscherin Katherine Routledge Scoresby nicht mehr möglich. Knoche war somit der Letzte, der noch mit Vertretern der alten Osterinselkultur in Kontakt gelangte.

## Ehrungen
1933 wurde er zum Mitglied der Leopoldina gewählt.

## Veröffentlichungen (Auswahl)
- Knoche, Walter (1912): Tres notas sobre la isla de Pascua. 1.) Observaciones de algunas pinturas, en sus reproducciones. 2.) Los últimos tatuajes en la isla de Pascua. 3.) Un cuento y dos canciones. In: Revista Chilena de Historia y Geografía, Bd. 2, Nr. 6, Santiago de Chile: Universitaria, S. 442–466.
- Knoche, Walter (1912): Ein Märchen und zwei kleine Gesänge von der Osterinsel. In: Zeitschrift für Ethnologie, Bd. 44, Berlin: Berliner Gesellschaft für Anthropologie, Ethnologie und Urgeschichte, S. 64–72.
- Knoche, Walter (1912): Vorläufige Bemerkungen über die Entstehung der Standbilder auf der Osterinsel. In: Zeitschrift für Ethnologie, Bd. 44, Heft 6, Berlin: Berliner Gesellschaft für Anthropologie, Ethnologie und Urgeschichte, S. 873–877.
- Knoche, Walter (1912): Die Lepra auf der Osterinsel. In: Zeitschrift für physikalische und diätische Therapie, Nr. 1, Berlin: G. Thieme.
- Knoche, Walter (1925): Die Osterinsel: eine Zusammenfassung der chilenischen Osterinselexpedition des Jahres 1911. Concepción: Verlag des Wissenschaftlichen Archivs von Chile.
- Knoche, Walter (1939): Einige Beziehungen eines Märchens der Osterinsulaner zur Fischverehrung und zu Fischmenschen in Ozeanien. In: Mitteilungen der Anthropologischen Gesellschaft in Wien; Bd. 69, Heft 1, Wien: Anthropologische Gesellschaft in Wien, S. 32–33.